# Rafaela Baroni
Rafaela Baroni Miliani, más conocida como Rafaela Baroni o por el pseudónimo aleafaR, (Mesa de Esnujaque, Trujillo, 1 de noviembre de 1935 - Betijoque, 8 de marzo de 2021) fue una escultora, artista plástica, pintora, poetisa, actriz y cantante venezolana, de formación autodidacta cuya obra está orientada a su fe religiosa, y que entre otros, recibió en 1989 el Premio Nacional de Artes Plásticas en el renglón de Arte popular, y en 2005 el Premio Nacional de Cultura Popular, ambos otorgados por el Ministerio de Cultura de Venezuela. Así como la Orden de Andrés Bello en Primera Clase en 2002. También es reconocida por su aporte cultural al estado Trujillo, debido a la creación del Museo del Espejo, el Centro Cultural Ojos del Búho y la casa museo El paraíso de Aleafar.

## Trayectoria
Descendiente de familias de origen italiano, formada por María Miliani y Francisco Baroni. Nació en Mesa de Esnujaque, Trujillo y cuando tenía seis meses de vida, la familia se mudó al estado Mérida, ese mismo año murió su padre. Tuvo un hermano. Los primeros diez años de vida de Baroni fueron de cambios, su madre se casó con el sobrino de su difunto esposo y nuevamente se mudaron a otro pueblo del mismo estado, época en la que Baroni comenzó a desarrollar sus dotes de artista, tallando ángeles y ovejas en anime que vendía para ayudar con los gastos del hogar.
A los 11 años, en 1945, sufrió el primer ataque cataléptico que la mantuvo clínicamente muerta por 24 horas, mientras que la velaban volvió a abrir sus ojos y regresó a la vida. A partir de ese momento se empezó a hablar del «milagro de Rafaela Baroni». Su fascinación por la muerte la llevó a los 13 años a ver por primera vez a un cadáver a escondidas de su madre y por años estuvo acompañando a enfermos y preparando muertos antes de su entierro.
Tiempo después se casó en contra de su voluntad con Leopoldo Sánchez, con quien tuvo tres hijos, Marcos Tulio, Marlene del Carme y Pedro, este último murió a los nueve meses a causa de una bronconeumonía. En la década de 1960 se divorció de Sánchez y regresó a casa de su madre.
A los 27 años sufrió una parálisis que la imposibilitó por cinco meses y la mantuvo recluida en el Hospital Pedro Emilio Carillo de Valera. Debido a las experiencias traumáticas de su vida, comenzó a sufrir crisis nerviosas y por temor de hacer daño a sus hijos decidió dejarlos al cuidado de su madre y trasladarse a Boconó, donde sola y sin dinero tuvo que dormir en el cementerio por varios días. Fue rescatada por Rogelio Albornoz, con quién luego se casó a los 31 años y estuvieron juntos hasta la muerte de Albornoz. Dos años después, con 33 años, sufrió otro ataque cataléptico y le dieron por muerta durante 72 horas, esta vez, gracias a la pérdida de unos papeles, Baroni no fue sepultada antes de que pudiera «revivir».
En 1972, Baroni estuvo recluida durante siete meses en un hospital psiquiátrico en Caracas, donde perdió la vista por dos años a causa de un desprendimiento de retina con derrame interno, en este tiempo aprendió a tejer con los dedos y sin agujas. En 1974 comenzó a tallar en madera a la Virgen del Espejo en agradecimiento porque le devolvió la vista. Al año siguiente realizó otra talla a mayor escala Nuestra Señora del Espejo que adornó con ropa y accesorios elaborados por ella misma. A partir de ese momento empezaron a llamarle «Señora de la Virgen». Así empezó a producir formalmente figuras religiosas talladas en madera, y experimentó con otras expresiones artísticas como el canto, los poemas y el teatro.
En 1979 hizo su primera exposición en el Palacio de Gobierno de Mérida. A finales de los años 1970, comenzó a crear en su casa de Boconó el Museo del Espejo, en el cual hay una capilla dedicada a la virgen, además de una sala con un pesebre de tamaño real. En 1985 creó La Mortuoria, una instalación que consta de un féretro con una figura suya de tamaño real tallada en madera, y que además, todos los años en Viernes Santo se convertía en una representación teatral, donde Baroni era la protagonista de su propia muerte y los personajes secundarios, los espectadores. Otras de sus piezas teatrales, El matrimonio, consistía en la celebración de su boda, incluidos los preparativos, la ceremonia eclesiástica y la fiesta, y Baroni no solo actuaba, sino que también recitaba poesías y cantaba, el resto de personajes eran representados por los asistentes y artistas locales.
En 1991 fundó en Isnotú, el Centro Cultural Los Ojos del Búho, y luego en Betijoque, su casa museo El paraíso de Aleafar. El pseudónimo «aleafaR» es su nombre escrito al revés. En octubre del 2015, Baroni fue víctima de la inseguridad cuando cuatro delincuentes armados entraron a la fuerza a su casa museo. Fue amordazada y golpeada en el rostro y el abdomen, mientras le robaban sus pertenencias como sus documentos de identificación, cheques y dinero en efectivo que había recibido tras participar en una exposición en San Cristóbal, estado Táchira.
Durante su trayectoria realizó entrevistas para diferentes medios, recibió numerosos premios y reconocimientos, y sirvió de inspiración para libros y documentales que han contado su vida y obra. También se le conoció por ser partera y por sus habilidades como sanadora y vidente. Murió a los 86 años, en Betijoque, el 8 de marzo del 2021 a causa de una neumonía. Sus restos fueron enterrados en su casa museo El paraíso de Aleafar, tal como ella lo había decidido en vida.

## Características de su obra
Sus obras se enmarcan en el arte ingenuo o arte popular y los temas se basan en la religión y la muerte. Es característico en la obra de Baroni el uso de colores planos, brillantes y bien definidos que destacan las figuras del fondo. En su técnica usa pinturas a base de aceite y sumerge las tallas por tres o cuatro días en querosén para luego dejarlas secar y aplicarles el barniz.
Sus obras constituyen una nueva estética de las imágenes religiosas en las que se combinan las figuraciones convencionales, sus experiencias de vida y el entorno natural que la rodea, representado con flores y pájaros. Es común encontrar en todas sus piezas la imagen de un loro, que representa a su primer ataque cataléptico, en el que Baroni recordaba que la llamaban «angeloro». El estilo de Baroni se basa en la libertad de su imaginación, representada en la deformación de las escalas, la desproporción de los rostros o la realización de diferentes ángulos en una misma disposición. El escritor argentino Sergio Chejfec indica que la obra de Baroni es una "exageración realista de los atributos de la elegancia y la sacralidad". Los rotros de sus piezas simulan sus propios rasgos faciales. 
Sus exposiciones mostraban además de sus esculturas en madera, alguna de sus piezas teatrales El matrimonio o La mortuoria, en la que la dramaturgia, vestuario, montaje y actuación estaba a su cargo, y en la que el público siempre formaba parte activa bien como actores o como espectadores.

## Obra

### Exposiciones individuales
- 1979 - Tallas de madera. Palacio de Gobierno, Mérida / Galería La Otra Banda, Mérida.
- 1982 - Tallas. Banco Progreso, Valera, Trujillo.
- 1983 - Tallas. Alianza Francesa, Barquisimeto.
- 1984 - Devociones entre el cielo y la tierra. Sala CANTV.[22]
- 1985 - Religión y mitos de pájaros y santos. Museo Salvador Valero (MUSAVAL), Trujillo.

- 1986 - Viaje al encanto. Gobernación del Distrito Federal, Caracas.
- 1986 - Arando la madera autobiografía de una creadora popular, Rafaela Baroni.[23]
- 1989 - Rafaela y Aleafar. Complejo Cultural Recreativo Inino, Maracay.
- 1990 - Los santos de mi devoción. Secretaría de Cultura del Estado Zulia, Maracaibo.
- 1991- Cantares de vida y muerte de una artista popular. Secretaría de Cultura del Estado Zulia, Maracaibo.

- 1993 - Conjurando auras y aureolas del amor. Museo de Arte Contemporáneo de Caracas.
- 1995 - Reflejos y manuscritos del universo de Rafaela Baroni. Sala de Arte del Sur, Puerto Ordaz.
- 1996 - Exposición homenaje. Galería Ramón E. Lacruz, Casa Cultural Universitaria, Universidad de Los Andes.
- 1997 - Yo soy el ángel. Museo Jacobo Borges, Caracas.[24][25]
- 2000 - Rafaela Baroni: Mujer de la tierra. Museo de Arte Contemporáneo de Caracas.[2][26][27]
- 2011 - Miradas al espejo. Museo de Arte Popular de Petare Bárbaro Rivas, Caracas.[28][29][6]
- 2012 - Rafaela Baroni - Dibujos. Hacienda La Trinidad, Caracas.[30]
- 2014 - Revelación de amor. Museo de Arte Popular Salvador Valero. Trujillo.[21]

### Representaciones teatrales
- La mortuoria, performance dedicada a su propia muerte.[31][32][33]
- El matrimonio, performance dedicada a celebrar el amor.[32][33][34]

### Libros
- Mensajes de amor.[12]

## Premios
- 1989 - Premio Nacional de Artes Plásticas en el renglón de Arte popular. Caracas.[1][6]
- 1991 - Premio Rafael Vargas. II Bienal de arte popular Salvador Valero.[6]
- 1991 - Mención especial del Premio de la Asociación Internacional de Críticos de Arte, Capítulo Venezuela.[1][5]
- 1992 - Premio Fundación Consolidado. III Bienal de arte popular Bárbaro Rivas.[6]
- 1993 - Premio Museo de Petare. IV Bienal nacional de arte popular Salvador Valero.[6]
- 1994 - Premio Fundación Banco Industrial de Venezuela, categoría Tridimensional. IV Bienal de arte popular Bárbaro Rivas.[6]
- 1995 - Homenaje como Maestro artífice. III Muestra iberoamericana de artesanías. Caracas.[6]
- 1997 - Mensajera de la paz. II Foro de arte popular homenaje a Rafaela Baroni.[6]
- 2000 - Premio Avon Mujer de la Tierra, mención Arte.[6]
- 2002 - Orden de Andrés Bello en Primera Clase.[6]
- 2003 - Premio Ciudad de Maracay. 28 Salón de Arte Aragua.[6]
- 2005 - Premio a la trayectoria artística y Premio categoría Tridimensional. VIII Bienal de arte popular Bárbaro Rivas.[35]
- 2006 - Premio Nacional de Cultura Popular 2004-2005, por Consejo Nacional de la Cultura de Venezuela.[5]
- 2015 - Doctorado honoris causa de la Universidad Valle del Momboy.[36]

## Reconocimientos
Baroni fue la primera artista en exponer en el Museo de Arte Contemporáneo de Caracas, bajo la dirección de Sofía Ímber, obras catalogadas como arte ingenuo o popular.
En Betijoque, la calle donde se encuentra la casa museo El paraíso de Aleafar, recibe el nombre Rafaela Baroni. En 1992, la directora de cine Beatriz Lara Carrero, grabó el documental La mujer del encanto, con una duración de 23 minutos muestra su vida y obra. Este documental fue galardonado con el Premio Monseñor Peñín en 1994, que reconoce el compromiso social del periodismo venezolano y recibió una Mención Especial en el Festival de Cine de Caracas.
En 2007, el escritor argentino Sergio Chejfec, escribió la novela Baroni: Un viaje, en la que relata su experiencia tras conocerla, a través de sus experiencias, el contexto en el que vive, su obra y su relación con la religión. Baroni también ha sido reconocida como Baluarte de la mujer trujillana.
Desde 2009, Leoncio Barrios, psicólogo social y profesor de Comunicación Social de la Universidad Central de Venezuela (UCV) inició un trabajo de investigación para crear el guion del documental dedicado a Baroni, Aleafar, cuentista de amor y muerte. En 2010, el Liceo Monseñor José Humberto Conteras de Valera, dedicó el nombre de unos de sus salones a Baroni.
En 2015, se realizó el cortometraje documental aleafaR, bajo la dirección de Daniel Peñaloza y producción de la Fundación Cultural Bordes de la Universidad de los Andes, en el que se muestra la vida y obra de Baroni, y se muestran fragmentos de su performance, El matrimonio. Este trabajo audiovisual recibió diferentes reconocimientos durante 2016 por parte de festivales de cine venezolanos, como: el Premio a Mejor Documental del III Festival Regional de Cine y Video de Táchira, el Premio a Mejor Patrimonio Viviente del 4.º Festival de Cine Comunitario e Independiente Araca, y Premio a Mejor Cortometraje Documental Internacional del Festival Internacional de Cortos Independientes «El día se hace corto»; así como también, formó parte de la selección oficial del II Festival Baruta de Película, y del Festival de Cine Clemente de la Cerda.
En 2021, tras su fallecimiento, el II Concurso Nacional de Artesanía organizado por la Fundación Misión Cultura fue dedicado a Baroni.

## Galería

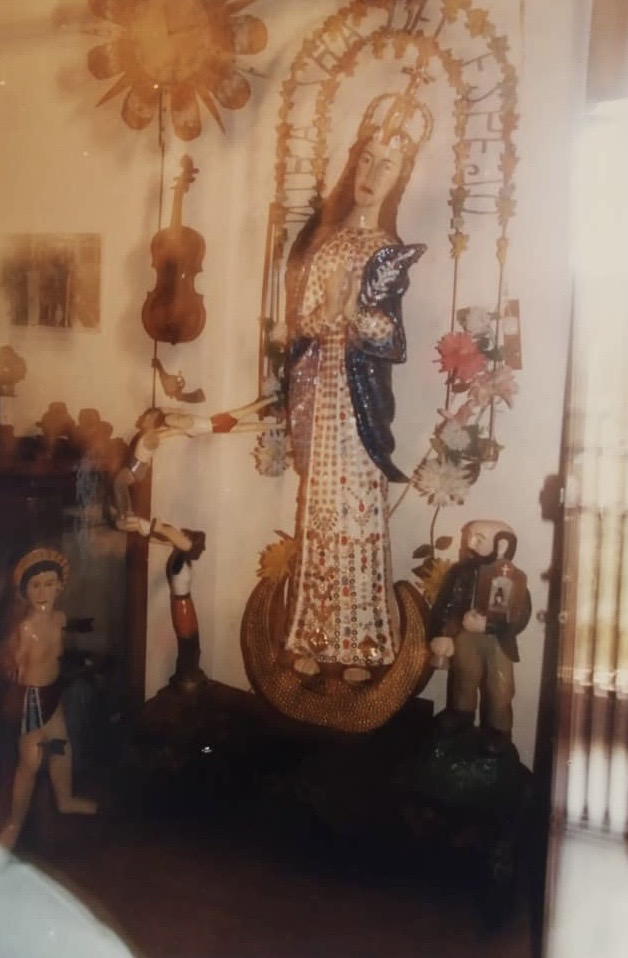
Virgen del Espejo. Museo del Espejo. (foto c. 1989-1990)
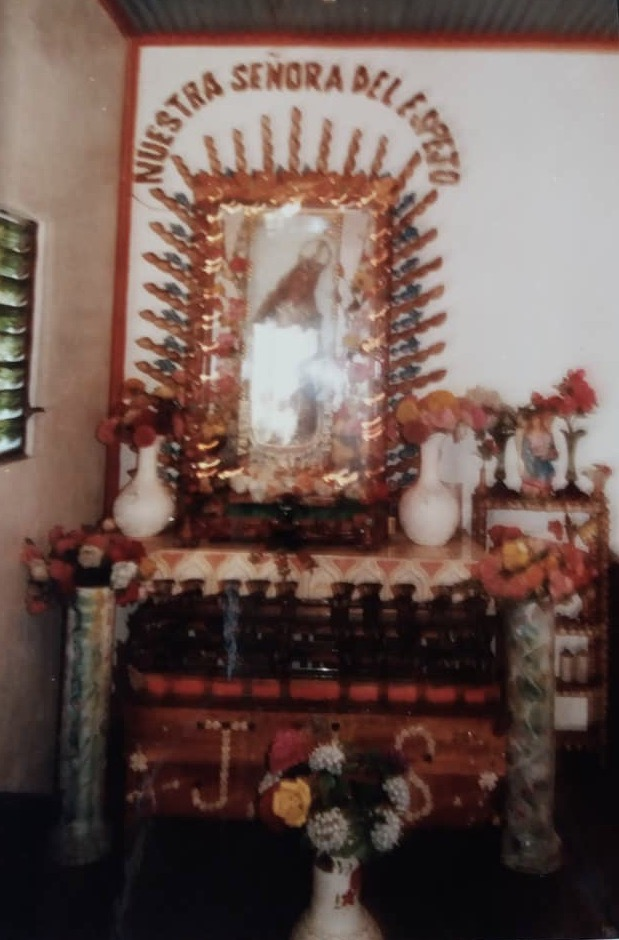
Nuestra Señora del Espejo. Museo del Espejo. (foto c. 1989-1990)
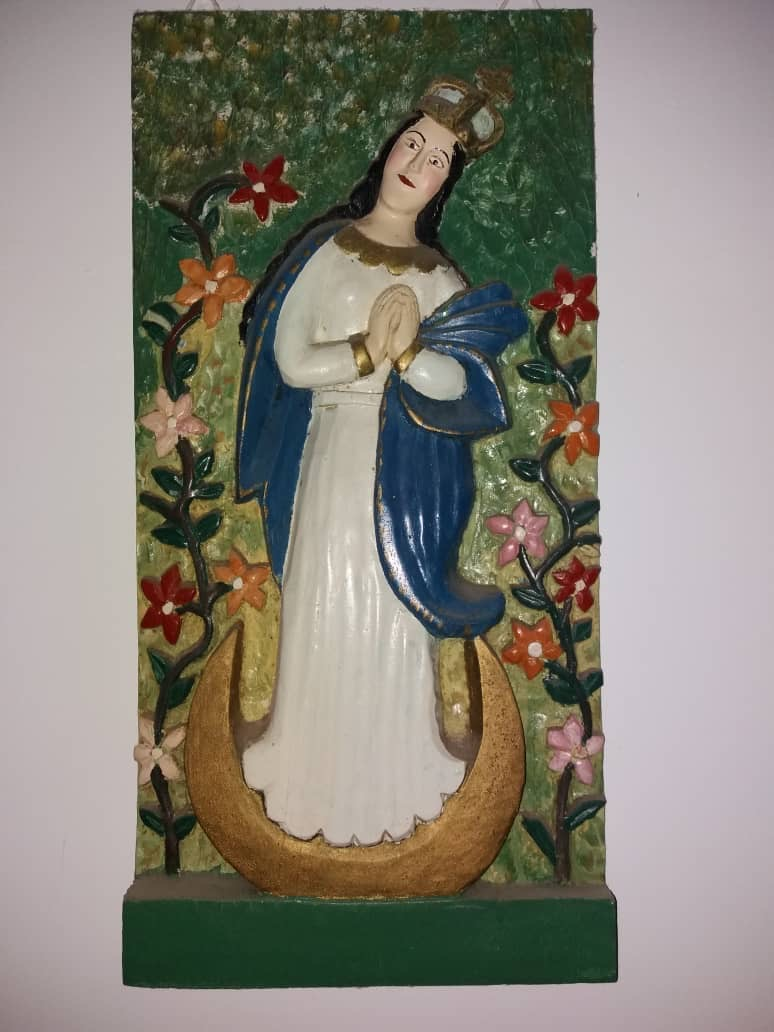
Virgen del Espejo. Colección privada. (c.1992)
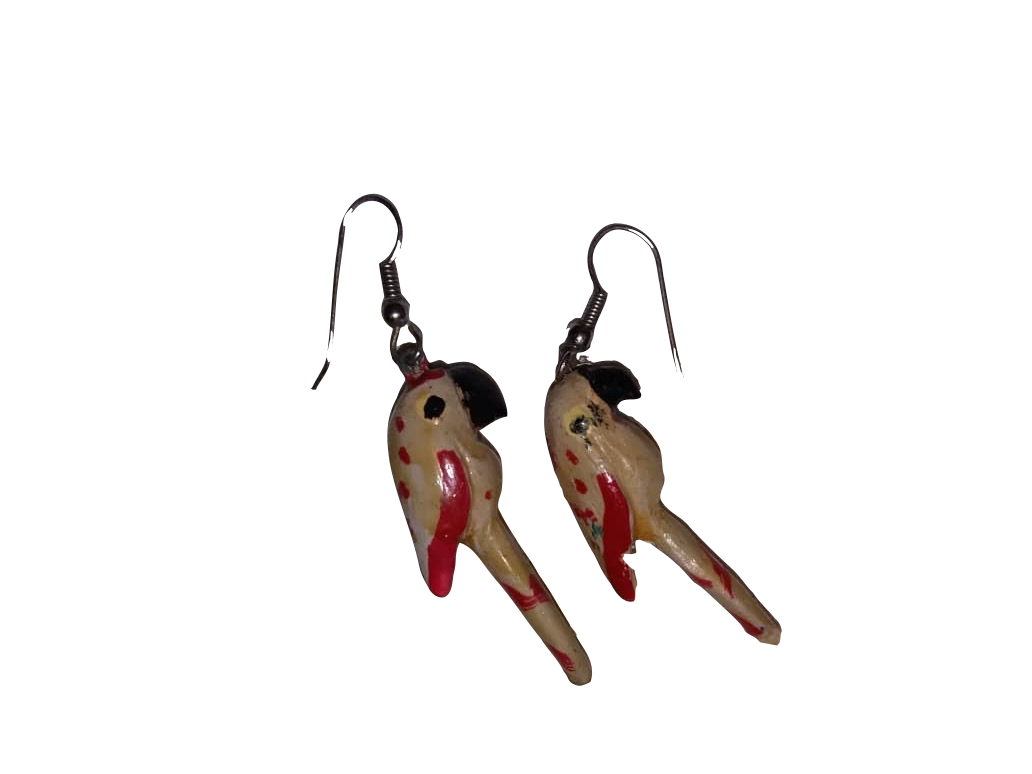
Pendientes de loros tallados en madera
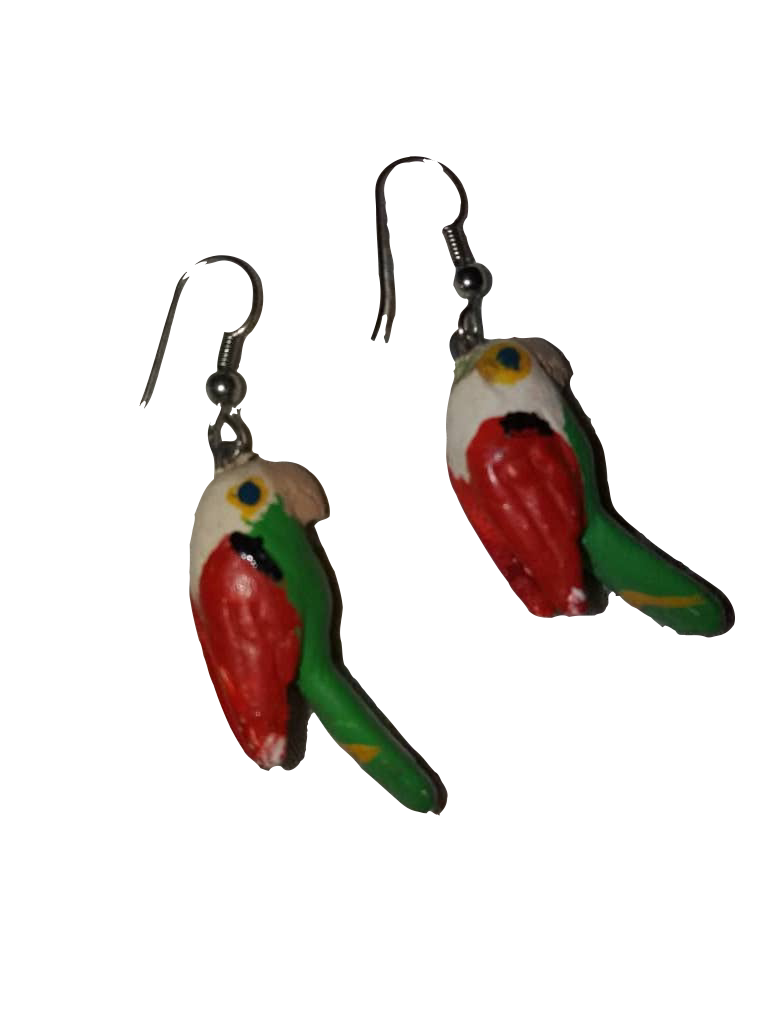
Pendientes de loros tallados en madera
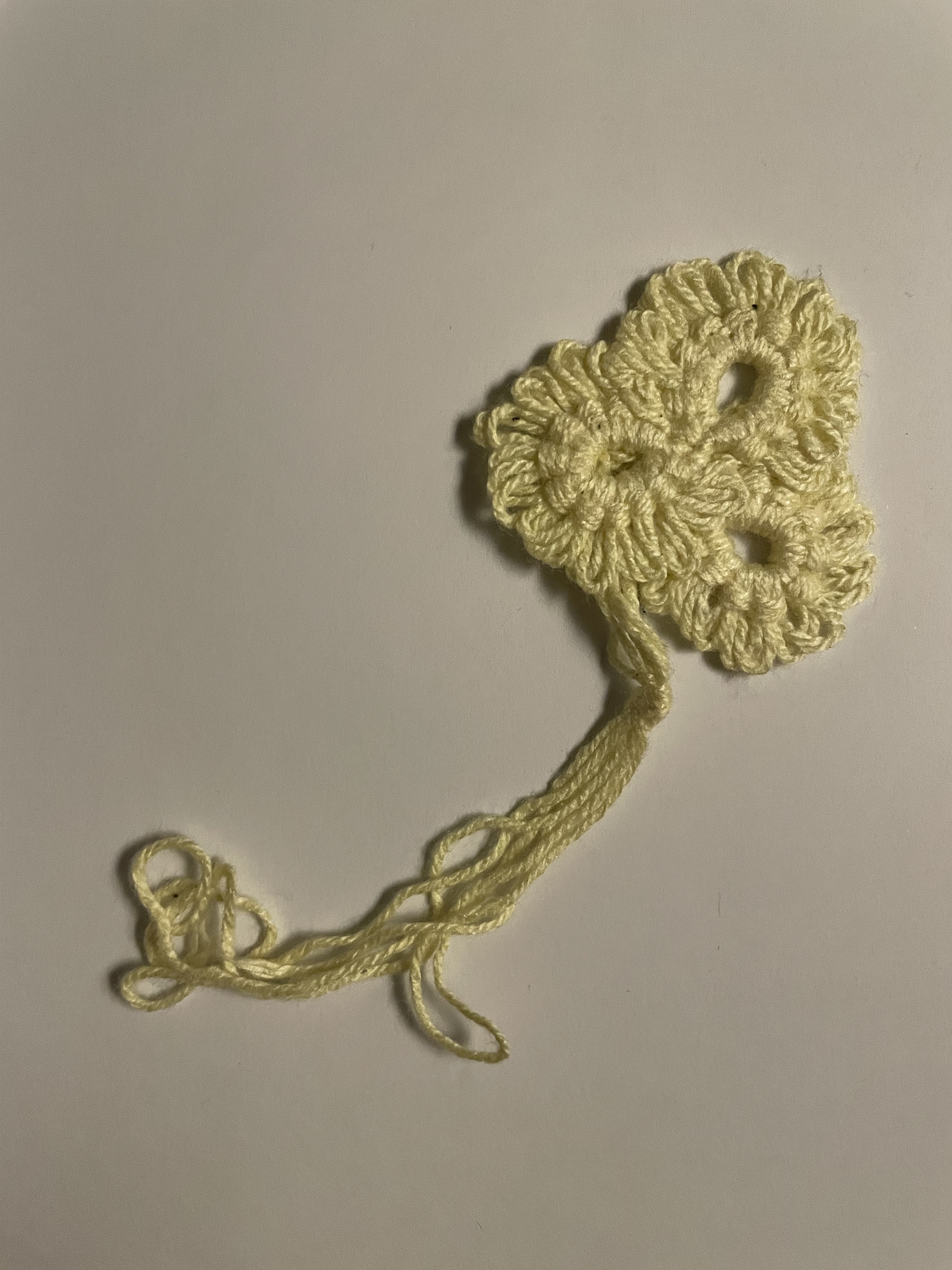
La trinidad, pieza tejida con los dedos y sin aguja
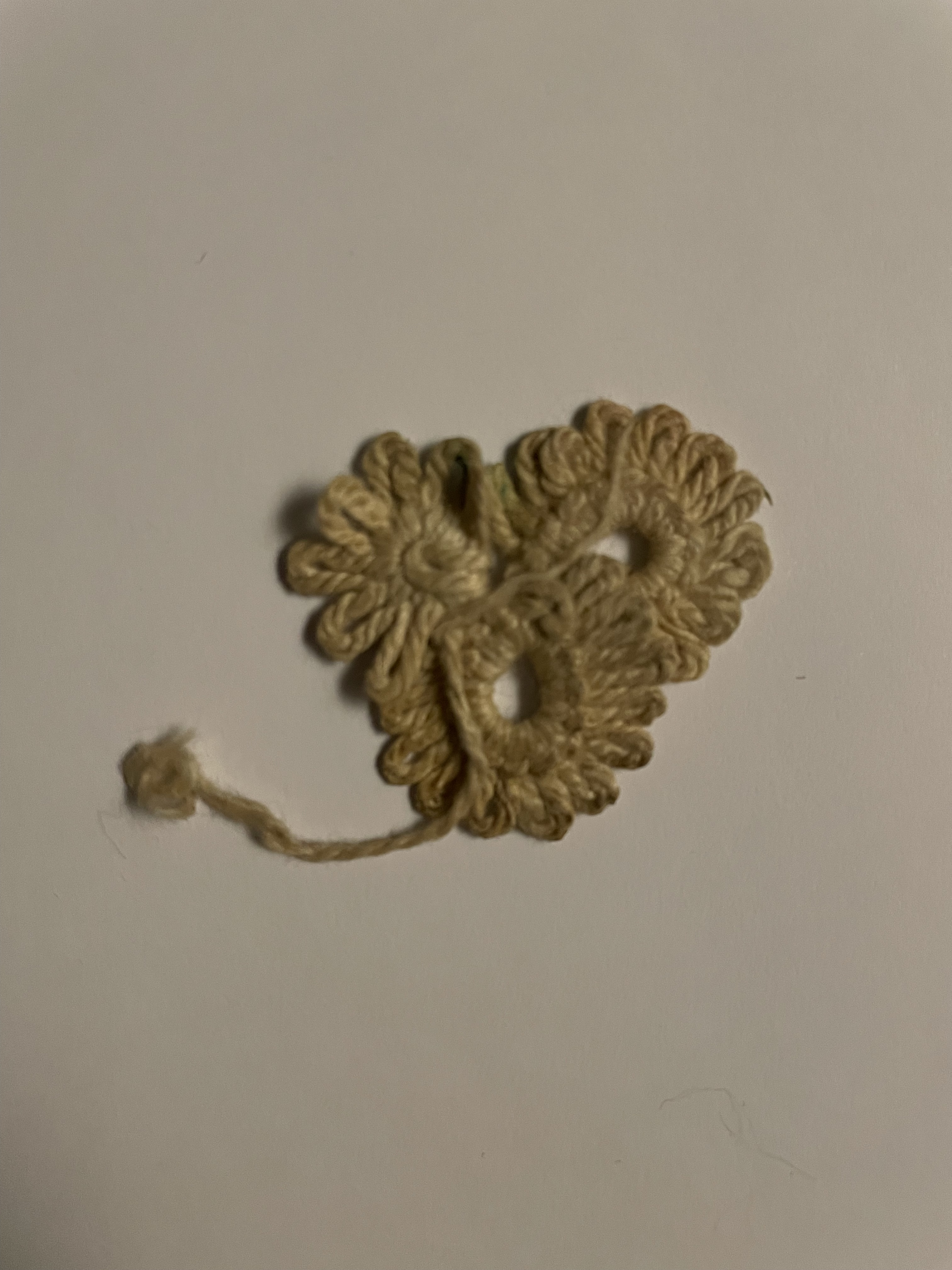
La trinidad, pieza tejida con los dedos y sin aguja
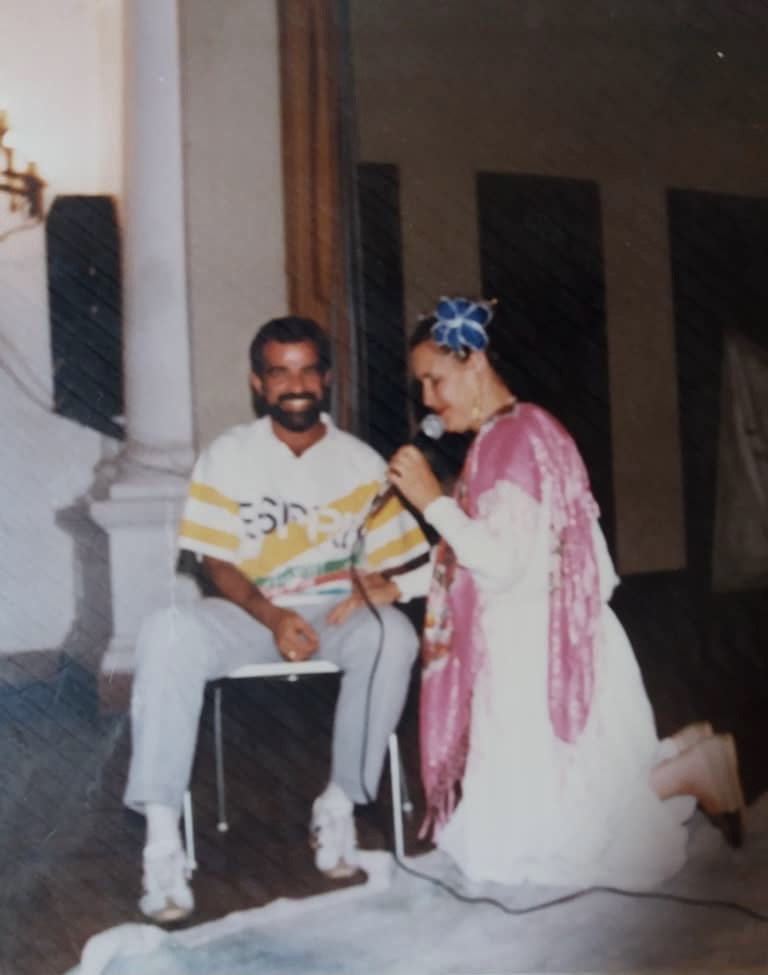
El matrimonio. Salón de Lectura de San Cristóbal. (c. 1992)
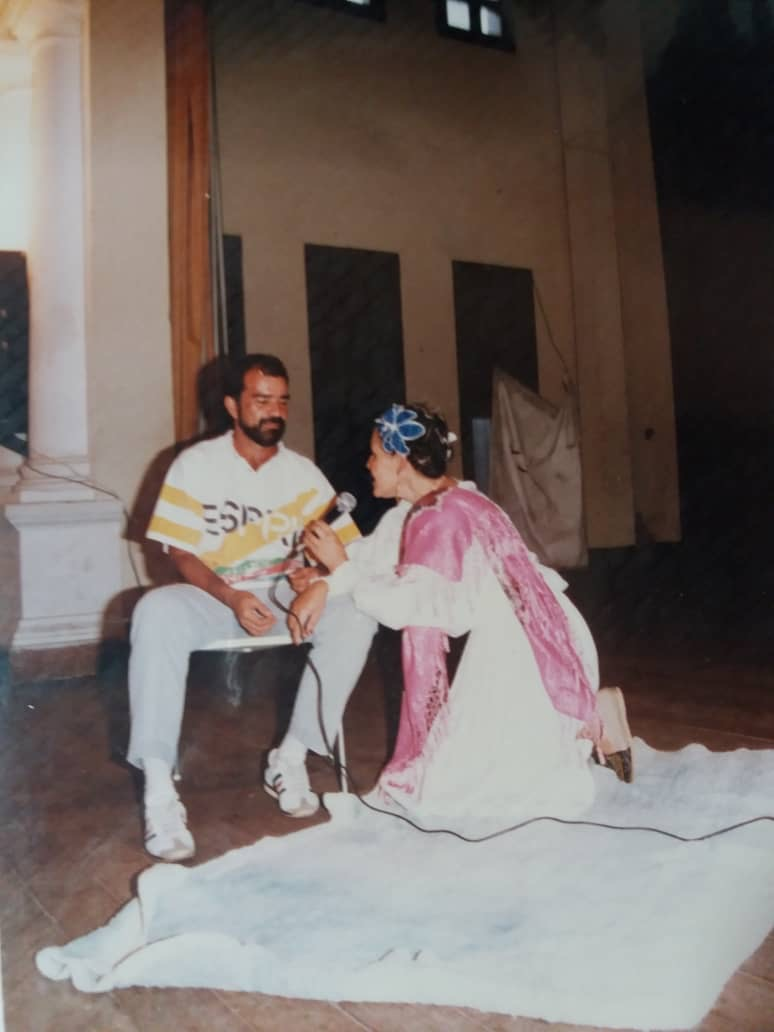
El matrimonio. Salón de Lectura de San Cristóbal. (c. 1992)
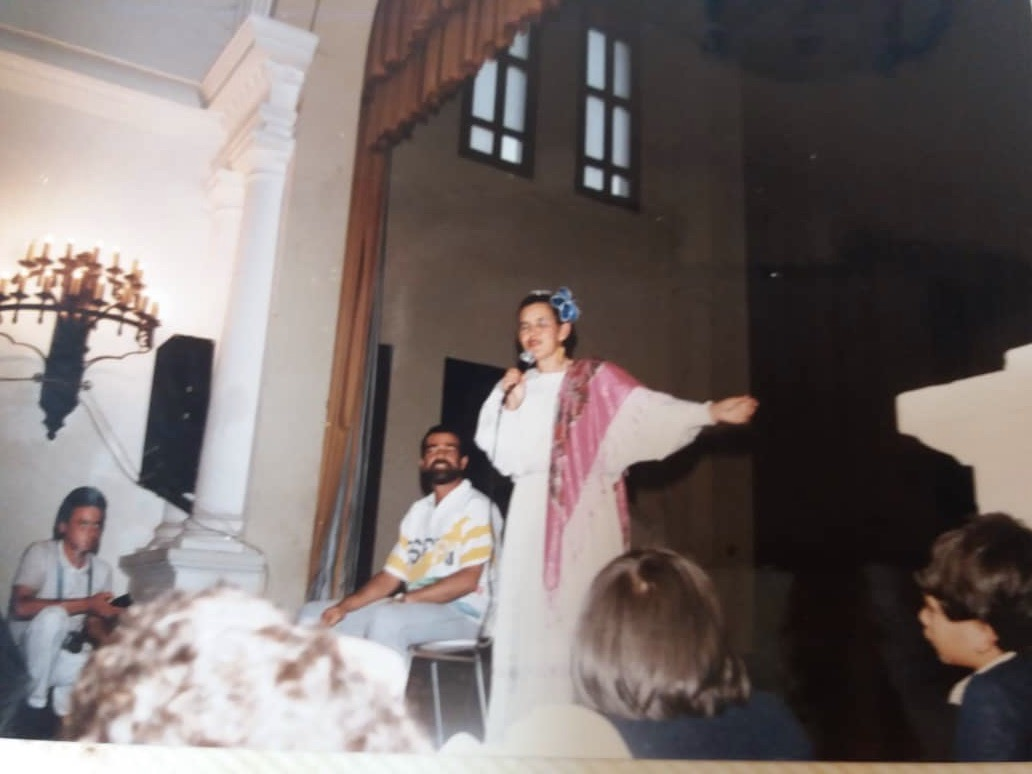
El matrimonio. Salón de Lectura de San Cristóbal. (c. 1992)
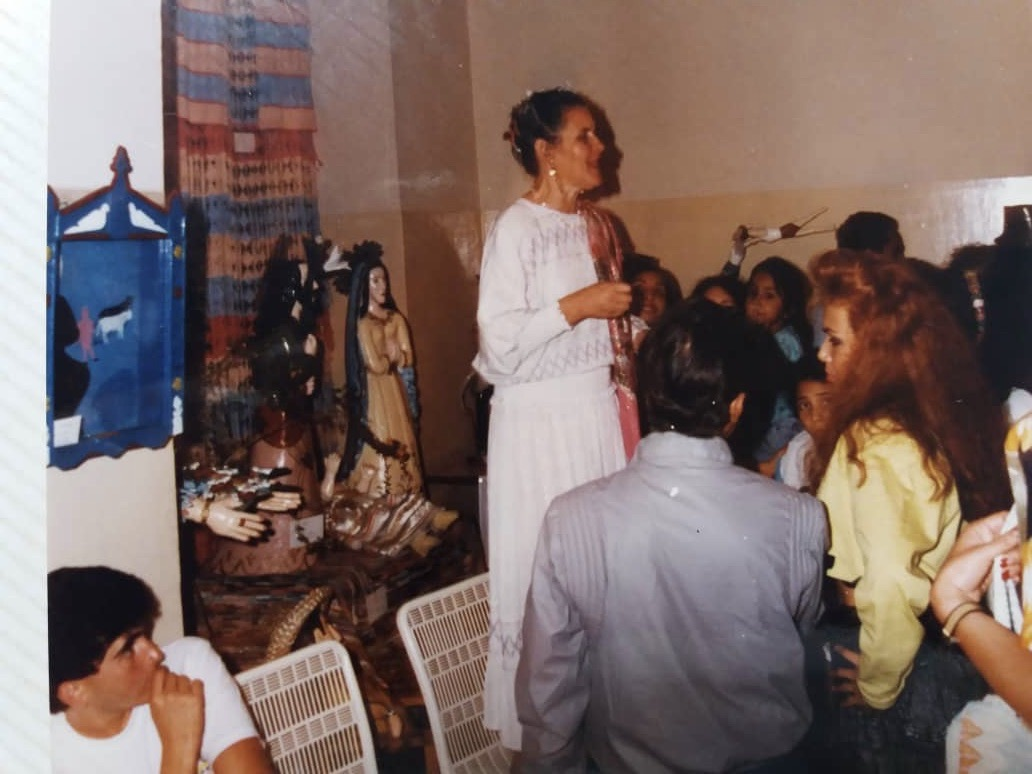
El matrimonio. Salón de Lectura de San Cristóbal. (c. 1992)
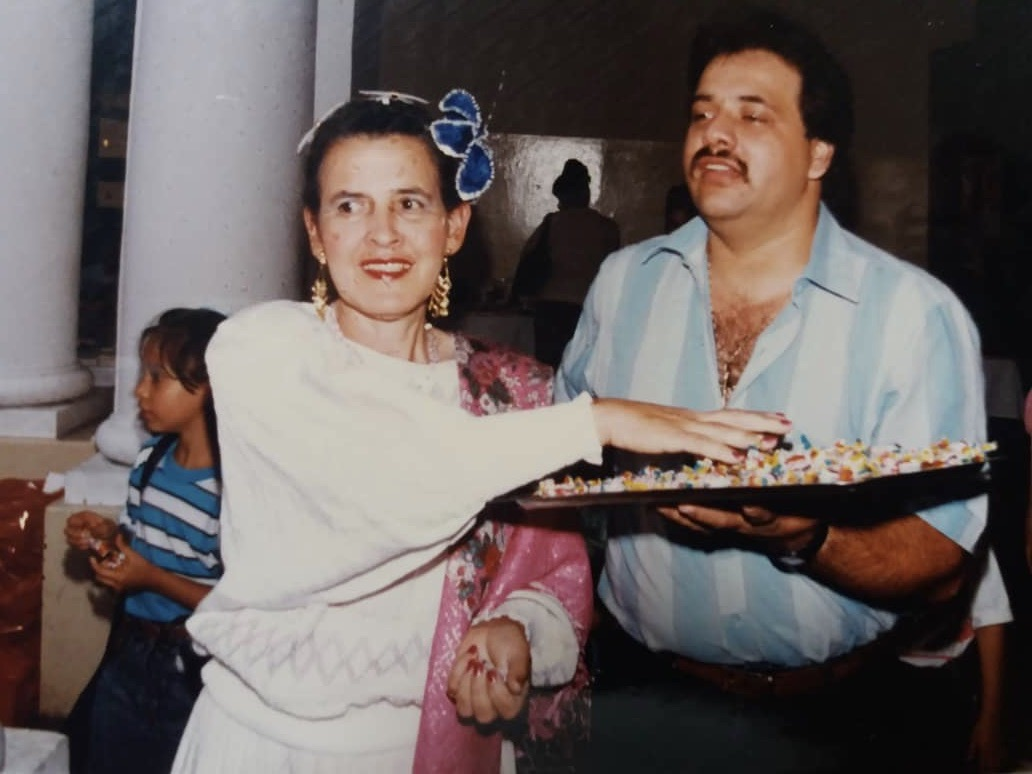
El matrimonio. Salón de Lectura de San Cristóbal. (c. 1992)